# Astronidium glabrum
Astronidium glabrum là một loài thực vật thuộc họ Melastomataceae. Đây là loài đặc hữu của Polynésie thuộc Pháp.